# Kai Michalke
Kai Michalke (ur. 5 kwietnia 1976 w Bochum) – niemiecki piłkarz grający na pozycji pomocnika. Michalke przez dłuższy czas grywał dla klubów z zaplecza Bundesligi, a do Heraclesu Almelo trafił w 2006 roku.